# Großblättrige Steineibe
Die Großblättrige Steineibe (Podocarpus macrophyllus) ist eine Pflanzenart aus der Gattung der Steineiben (Podocarpus) innerhalb der Familie der Steineibengewächse (Podocarpaceae).

## Beschreibung

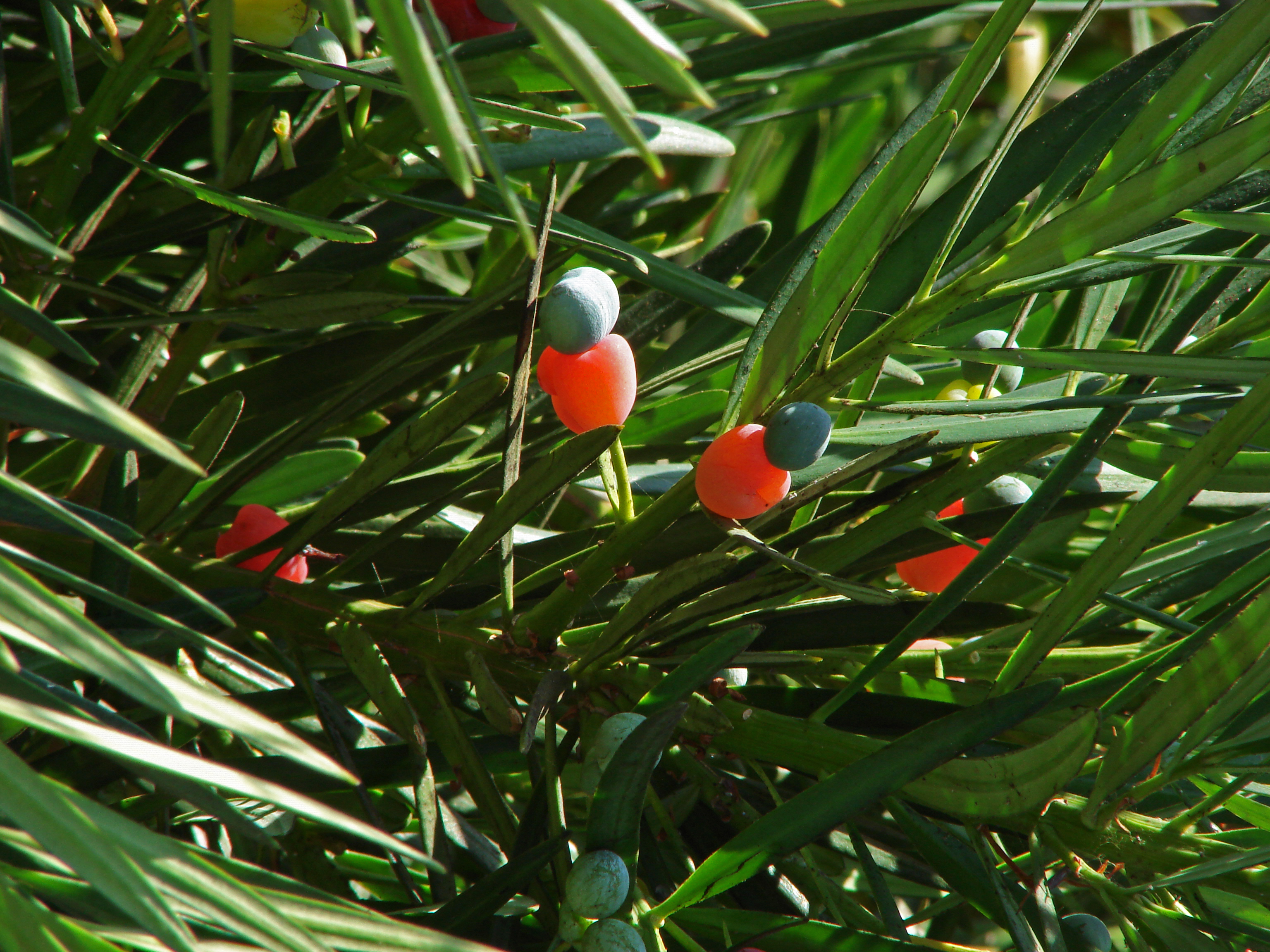
Blätter und vom Arillus umschlossene Samen

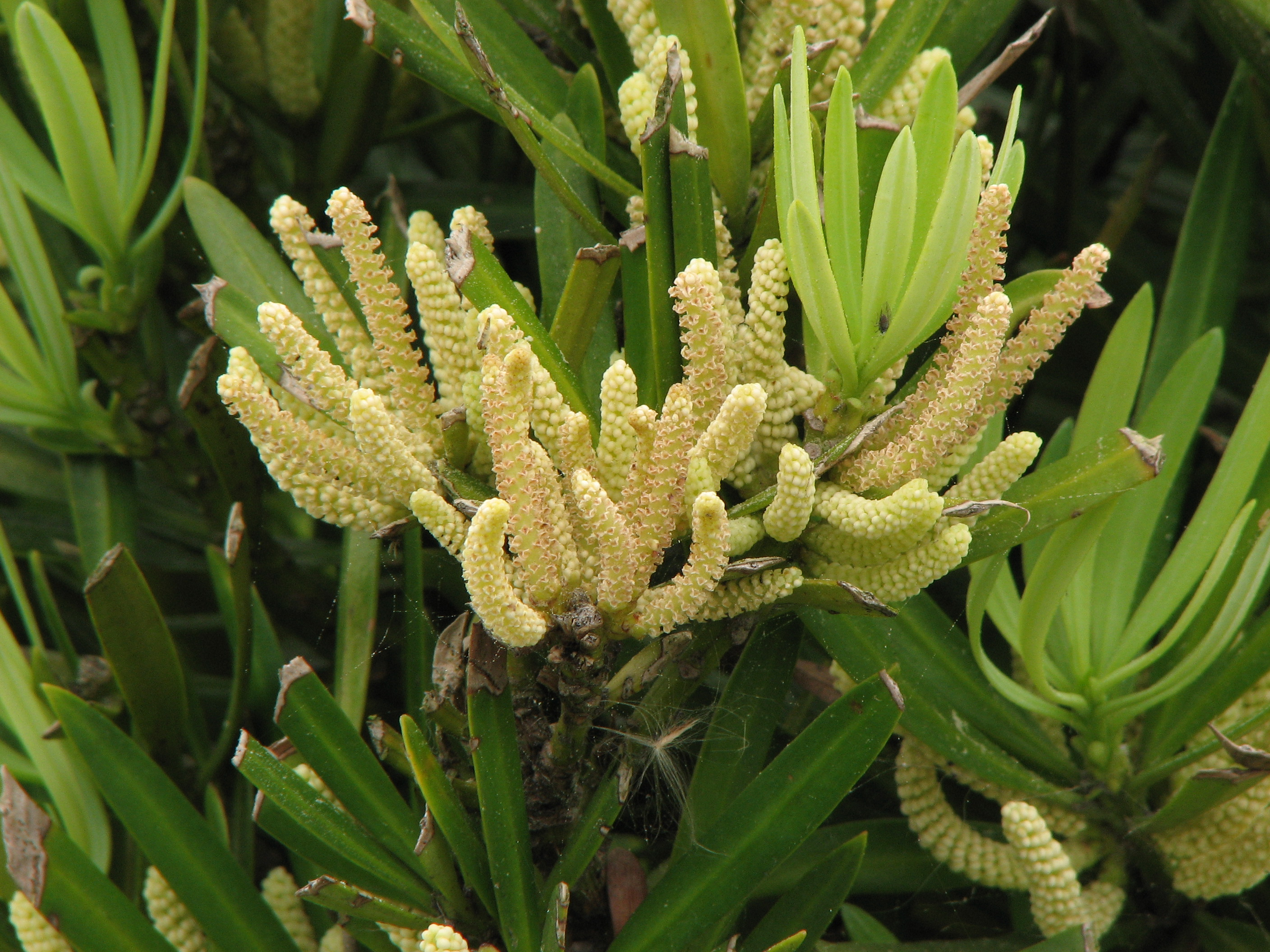
Mit männlichen Blütenständen

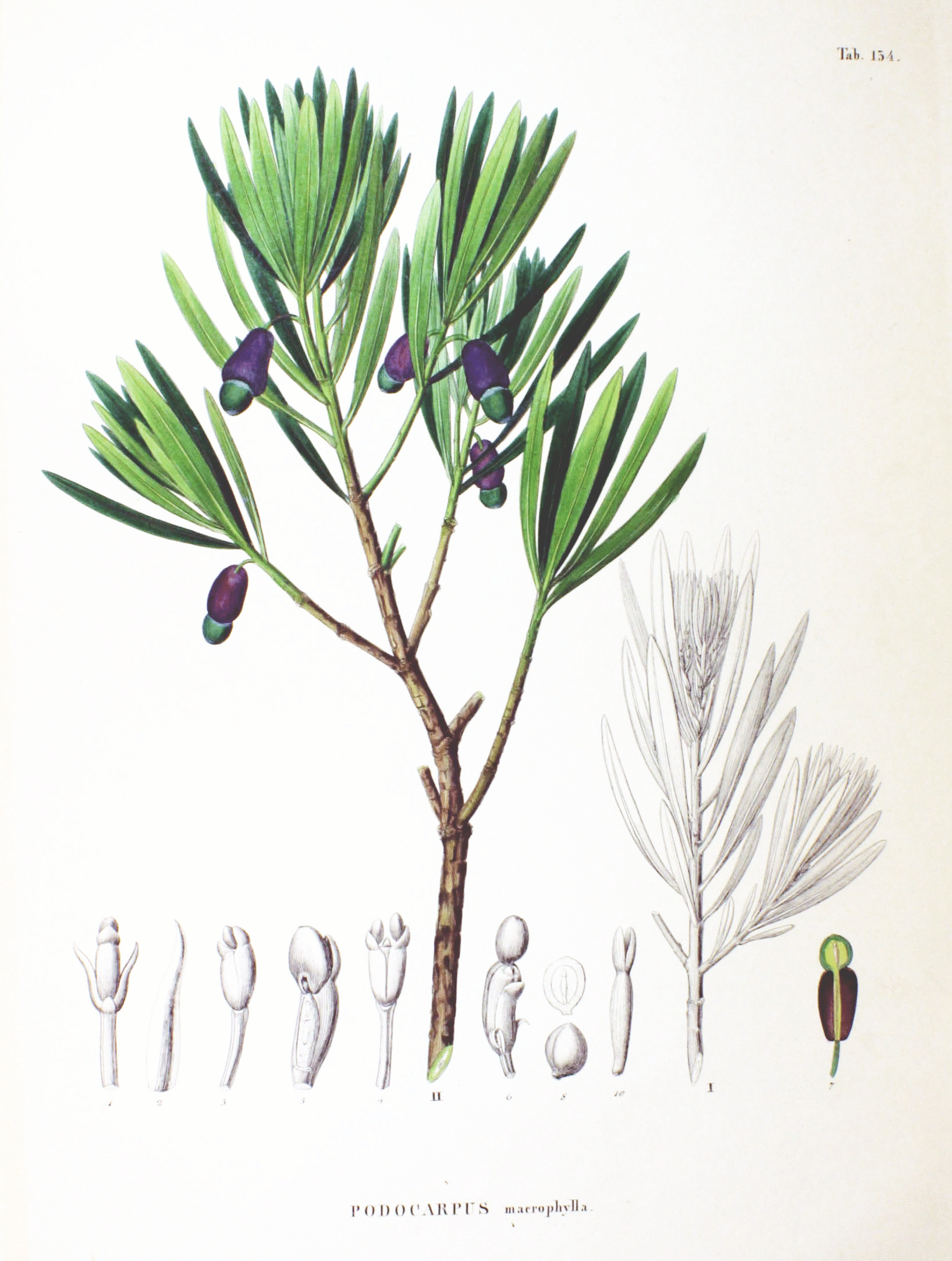
Illustration eines weiblichen Exemplars

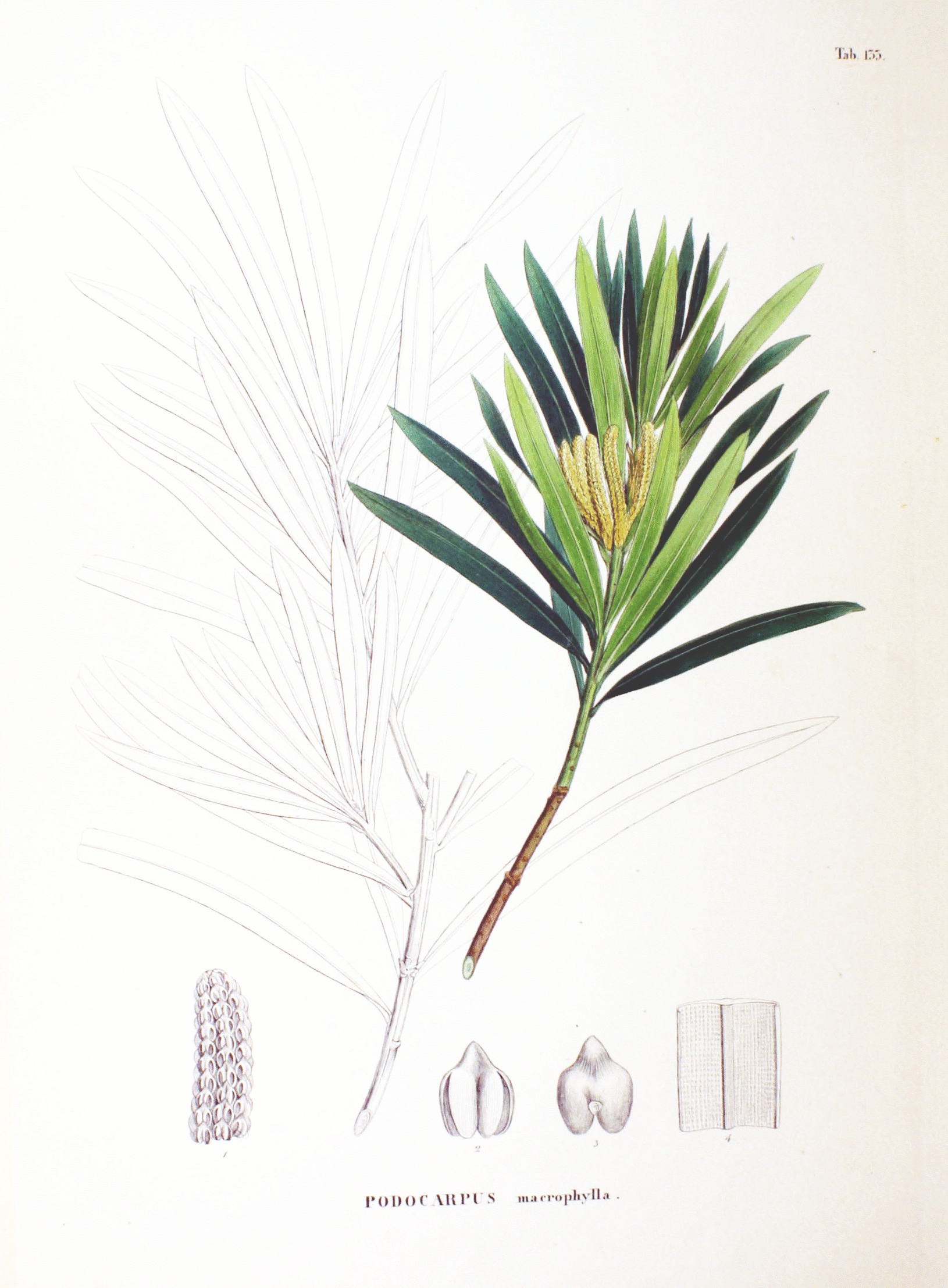
Illustration eines männlichen Exemplars

### Vegetative Merkmale
Die Großblättrige Steineibe ist ein immergrüner, kleiner bis mittelgroßer Baum, der Wuchshöhen von 5 bis 20 Metern und Stammdurchmesser von bis 60 Zentimetern erreichen kann. Die Laubblätter sind streifenförmig und 6 bis 12 Zentimeter lang bei etwa 1 Zentimeter Breite; auffällig ist die erhabene Mittelrippe.

### Generative Merkmale
Podocarpus macrophyllus ist zweihäusig getrenntgeschlechtig (diözisch). Die Blütezeit reicht in China von April bis Mai. Die von einem Arillus ummantelten Samen reifen im August bis Oktober und werden dann 1 bis 2 Zentimeter lang.

## Ökologie
Die Samen werden von Vögeln ausgebreitet. Der Arillus ist essbar, wogegen vom Verzehr der Samen selbst abgeraten wird.

## Vorkommen
Podocarpus macrophyllus ist die am weitesten nach Norden vordringende Art der Gattung Podocarpus. Die Heimat von Podocarpus macrophyllus liegt im südlichen Japan und in Südchina. Sie kommt in Höhenlagen von 0 bis 1000 Metern vor.

## Systematik
Die Erstveröffentlichung erfolgte 1784 durch Carl Peter Thunberg unter dem Namen (Basionym) Taxus macrophylla in Johan Andreas Murray: Caroli à Linné equitis Systema vegetabilium ..., 14. Auflage, Seite 895. Die Neukombination zu Podocarpus macrophyllus wurde 1818 durch Robert Sweet in Hortus suburbanus Londinensis, 211 veröffentlicht.
Von Podocarpus macrophyllus sind folgende Varietäten beschrieben worden:
- Podocarpus macrophyllus var. angustifolius Blume: Sie kommt in Japan und in den chinesischen Provinzen Guizhou, Jiangxi sowie Sichuan vor.[2]
- Podocarpus macrophyllus var. chingii N.E.Gray (Syn.: Podocarpus chingianus S.Y.Hu): Sie kommt in den chinesischen Provinzen Jiangsu,  Zhejiang und vielleicht in Sichuan vor.[2]
- Podocarpus macrophyllus (Thunb.) Sweet var. macrophyllus (Syn.: Taxus makoya Forbes, Podocarpus canaliculatus Carrière, Podocarpus longifolia Gordon & Glend., Podocarpus verticillatus Lindl., Podocarpus macrophyllus subsp. angustifolius (Blume) Silba, Podocarpus macrophyllus subsp. piliramulus (Zhi X.Chen & Zhen Q.Li) Silba, Podocarpus macrophyllus var. albovariegatus Pilg., Podocarpus macrophyllus var. luteovariegatus Pilg., Podocarpus macrophyllus var. rubra Carrière): Sie kommt in Japan und in den chinesischen Provinzen Anhui, Fujian, Guangdong, Guangxi, Guizhou, Hubei, Hunan, Jiangsu, Jiangxi, Sichuan, Yunnan sowie Zhejiang vor.[2]
- Podocarpus macrophyllus var. maki Siebold & Zucc.: Sie wird in vielen Gebieten kultiviert. Sie kommt vielleicht in Japan, im nördlichen Myanmar, in Taiwan, Guangdong sowie Zhejiang vor.[2]
- Podocarpus macrophyllus var. piliramulus Z.X.Chen & Z.Q.Li: Sie wurde 1989 erstbeschrieben. Sie wurde am Straßenrand bisher nur im Zhushan Xian im nordwestlichen Hubei gefunden.[2]

## Verwendung
Im südöstlichen Nordamerika ist sie eine relativ beliebte Zierpflanze und Heckenpflanze.